# Toppserien 2020
La Toppserien 2020 è stata la 37ª edizione della massima serie del campionato norvegese femminile di calcio. La competizione, che era previsto iniziasse nel mese di marzo, a causa della pandemia di COVID-19 che ha colpito anche la Norvegia, ha subito uno slittamento al 3 luglio, per poi terminare il 6 dicembre 2020. Il Vålerenga ha vinto il campionato per la prima volta nella sua storia.

## Stagione

### Novità
Il numero di club è stato ridotto da 12 a 10 squadre, con le retrocesse Fart e Stabæk dalla Toppserien 2019 non sostituite da alcuna squadra proveniente dalla 1. divisjon 2019. A causa dell'inizio ritardato del torneo, una nuova formulazione del torneo non è stata attuata, perciò è stata mantenuta la formula del girone all'italiana.
Prima dell'inizio del campionato, il Trondheims-Ørn ha stretto una collaborazione col Rosenborg Ballklub, cambiando denominazione in Rosenborg Ballklub Kvinner e colori sociali da giallo e blu a bianco e nero, iscrivendosi con la nuova denominazione.

### Formula
Le 10 squadre partecipanti si affrontano in un girone all'italiana con partite di andata e ritorno per un totale di 18 giornate, mantenendo a fine stagione lo spareggio promozione-retrocessione utilizzato nella formula del precedente campionato. La squadra campione di Norvegia avrà il diritto di partecipare alla UEFA Women's Champions League 2021-2022 partendo dai sedicesimi di finale, mentre la seconda classificata verrà ammessa al turno di qualificazione della UEFA Women's Champions League 2020-2021. La penultima classificata affronta la seconda classificata in 1. divisjon nello spareggio promozione-retrocessione mentre l'ultima classificata retrocede direttamente in 1. divisjon.

## Squadre partecipanti
| Club         | Città      | Stadio                  | Stagione precedente     |
| ------------ | ---------- | ----------------------- | ----------------------- |
| Arna-Bjørnar | Arna       | Arna Idrettspark        | 9º posto in Toppserien  |
| Avaldsnes    | Avaldsnes  | Avaldsnes Idrettssenter | 5º posto in Toppserien  |
| Klepp        | Klepp      | Klepp Stadion           | 3º posto in Toppserien  |
| Kolbotn      | Kolbotn    | Sofiemyr Stadion        | 8º posto in Toppserien  |
| LSK Kvinner  | Lillestrøm | LSK-hallen              | Campione di Norvegia    |
| Lyn          | Oslo       | Kringsjå kunstgress     | 10º posto in Toppserien |
| Røa          | Oslo       | Røa Kunstgress          | 6º posto in Toppserien  |
| Rosenborg    | Trondheim  | Koteng Arena            | 7º posto in Toppserien  |
| Sandviken    | Bergen     | Stemmemyren Kunstgress  | 4º posto in Toppserien  |
| Vålerenga    | Oslo       | Intility Arena          | 2º posto in Toppserien  |

## Classifica finale
|  | Pos. | Squadra      | Pt | G  | V  | N | P  | GF | GS | DR  |
|  | ---- | ------------ | -- | -- | -- | - | -- | -- | -- | --- |
|  | 1.   | Vålerenga    | 38 | 18 | 11 | 5 | 2  | 39 | 14 | +25 |
|  | 2.   | Rosenborg    | 38 | 18 | 10 | 8 | 0  | 34 | 16 | +18 |
|  | 3.   | Avaldsnes    | 34 | 18 | 10 | 4 | 4  | 31 | 21 | +10 |
|  | 4.   | Sandviken    | 30 | 18 | 9  | 3 | 6  | 29 | 23 | +6  |
|  | 5.   | LSK Kvinner  | 29 | 18 | 9  | 2 | 7  | 29 | 23 | +6  |
|  | 6.   | Lyn          | 21 | 18 | 6  | 3 | 9  | 24 | 30 | -6  |
|  | 7.   | Klepp        | 18 | 18 | 5  | 3 | 10 | 19 | 33 | -14 |
|  | 8.   | Arna-Bjørnar | 17 | 18 | 5  | 2 | 11 | 13 | 29 | -16 |
|  | 9.   | Kolbotn      | 13 | 18 | 2  | 7 | 9  | 18 | 29 | -11 |
|  | 10.  | Røa          | 12 | 18 | 3  | 3 | 12 | 15 | 33 | -18 |

Legenda:
      Campione di Norvegia e ammessa alla UEFA Women's Champions League 2021-2022
      Ammessa alla UEFA Women's Champions League 2021-2022
 Ammessa allo spareggio promozione-retrocessione
      Retrocessa in 1. divisjon 2021
Note:
Tre punti a vittoria, uno a pareggio, zero a sconfitta.
La classifica viene stilata secondo i seguenti criteri:
- Punti conquistati
- Differenza reti generale
- Reti totali realizzate
- Punti conquistati negli scontri diretti
- Differenza reti negli scontri diretti
- Reti realizzate in trasferta negli scontri diretti (solo tra due squadre)
- Reti realizzate negli scontri diretti

## Risultati

### Tabellone
|              | Arn  | Ava  | Kle  | Kol  | LSK  | Lyn  | Røa  | Ros  | San  | Vål  |
| ------------ | ---- | ---- | ---- | ---- | ---- | ---- | ---- | ---- | ---- | ---- |
| Arna-Bjørnar | –––– | 0-2  | 0-1  | 2-1  | 1-0  | 2-1  | 0-0  | 1-2  | 0-1  | 0-3  |
| Avaldsnes    | 1-0  | –––– | 3-0  | 2-1  | 1-0  | 5-2  | 4-0  | 1-1  | 1-3  | 0-0  |
| Klepp        | 2-1  | 1-2  | –––– | 0-0  | 2-3  | 1-0  | 0-1  | 1-2  | 3-2  | 1-2  |
| Kolbotn      | 2-3  | 2-2  | 2-2  | –––– | 1-1  | 1-0  | 2-1  | 2-2  | 1-3  | 0-0  |
| LSK Kvinner  | 2-1  | 1-3  | 3-0  | 3-1  | –––– | 0-1  | 2-0  | 0-1  | 1-0  | 1-3  |
| Lyn          | 4-0  | 1-1  | 1-3  | 1-0  | 2-3  | –––– | 1-1  | 1-4  | 2-0  | 3-2  |
| Røa          | 0-1  | 0-1  | 1-0  | 2-0  | 1-5  | 1-3  | –––– | 2-3  | 2-3  | 1-2  |
| Rosenborg    | 1-1  | 3-1  | 1-1  | 3-1  | 1-1  | 3-0  | 2-0  | –––– | 1-1  | 0-0  |
| Sandviken    | 2-0  | 4-0  | 2-1  | 1-0  | 0-1  | 1-1  | 2-2  | 1-3  | –––– | 3-2  |
| Vålerenga    | 4-0  | 2-1  | 7-0  | 1-1  | 4-2  | 2-0  | 2-0  | 1-1  | 2-0  | –––– |

## Play-off promozione-retrocessione
Al play-off sono state ammesse la nona classificata in Toppserien, il Kolbotn, e la seconda classificata in 1. divisjon, il Medkila.
|         | Risultati |         | Luogo e data               |
| ------- | --------- | ------- | -------------------------- |
| Kolbotn | 5 - 0     | Medkila | Strømmen, 22 novembre 2020 |
| Medkila | 2 - 1     | Kolbotn | Harstad, 25 novembre 2020  |

## Statistiche

### Classifica marcatrici
Fonte: sito della federazione norvegese.
| Gol |  |  | Giocatore                  | Squadra      |
| --- |  |  | -------------------------- | ------------ |
| 10  |  |  | Ajara Nchout               | Vålerenga    |
| 9   |  |  | Camilla Linberg            | Lyn          |
| 9   |  |  | Marit Clausen              | Rosenborg    |
| 8   |  |  | Elise Thorsnes             | Avaldsnes    |
| 8   |  |  | Sophie Román Haug          | LSK Kvinner  |
| 7   |  |  | Dejana Stefanović          | Vålerenga    |
| 7   |  |  | Rasheedat Ajibade          | Avaldsnes    |
| 7   |  |  | Julie Blakstad             | Rosenborg    |
| 6   |  |  | Lisa-Marie Karlseng Utland | Rosenborg    |
| 5   |  |  | Ingibjörg Sigurðardóttir   | Vålerenga    |
| 5   |  |  | Elisabeth Terland          | Klepp        |
| 5   |  |  | Emilie Haavi               | LSK Kvinner  |
| 5   |  |  | Kennya Cordner             | Sandviken    |
| 5   |  |  | Linn Huseby                | Røa          |
| 5   |  |  | Meryll Abrahamsen          | Arna-Bjørnar |
| 5   |  |  | Mimmi Löfwenius            | LSK Kvinner  |